# FK Karvan Yevlax
Der Karvan İdman Klubu (deutsch und international: FK Karvan Yevlax und Karvan FK) war ein aserbaidschanischer Fußballverein aus Yevlax.

## Geschichte
Der FK Karvan wurde 2004 gegründet. Wegen des regionalen Aufbauprogramms des aserbaidschanischen Fußballverbandes erhielt man direkt die Spielberechtigung für die Premyer Liqası, die höchste Spielklasse Aserbaidschans. Dort wusste man gleich zu überzeugen und wurde in der ersten Saison mit 2 Punkten Rückstand Tabellendritter. In der folgenden Saison, 2005/06, gelang dann sogar der zweite Platz und damit die Qualifikation für den UEFA-Pokal. Nach zwei 1:0-Siegen gegen FC Spartak Trnava in der ersten Runde spielte man in der zweiten Runde gegen Slavia Prag, das sich als zu stark erwies, und nach einer 0:2-Niederlage und einem 0:0-Unentschieden schied der Klub aus dem Wettbewerb aus. In der Saison 2009/10 wurde der Verein Letzter in der Play-out-Runde und musste absteigen. Am 18. August 2014 löste sich der Verein aufgrund finanzieller Probleme auf.

## 1. Liga
| Saison  | Pl. |  | S  | U  | N  |  | Tore  | Pkt. |
| ------- | --- |  | -- | -- | -- |  | ----- | ---- |
| 2004/05 | 03. |  | 23 | 07 | 04 |  | 66:18 | 076  |
| 2005/06 | 02. |  | 17 | 06 | 03 |  | 50:9  | 057  |
| 2006/07 | 07. |  | 10 | 05 | 09 |  | 36:30 | 035  |
| 2007/08 | 11. |  | 06 | 05 | 15 |  | 23:36 | 023  |
| 2008/09 | 09. |  | 10 | 04 | 12 |  | 28:33 | 034  |
| 2009/10 | 12. |  | 02 | 07 | 11 |  | 14:35 | 013  |

## Europapokalbilanz
| Saison  | Wettbewerb         | Runde                  | Gegner            | Gesamt | Hin     | Rück    |
| ------- | ------------------ | ---------------------- | ----------------- | ------ | ------- | ------- |
| 2005    | UEFA Intertoto Cup | 1. Runde               | Lech Posen        | 1:4    | 1:2 (H) | 0:2 (A) |
| 2006/07 | UEFA-Pokal         | 1. Qualifikationsrunde | FC Spartak Trnava | 2:0    | 1:0 (H) | 1:0 (A) |
| 2006/07 | UEFA-Pokal         | 2. Qualifikationsrunde | Slavia Prag       | 0:2    | 0:2 (H) | 0:0 (A) |

Gesamtbilanz: 6 Spiele, 2 Siege, 1 Unentschieden, 3 Niederlagen, 3:6 Tore (Tordifferenz −3)